# Kevin Roche John Dinkeloo & Associates
Kevin Roche John Dinkeloo and Associates ist das Architekturbüro des Stararchitekten Kevin Roche, welches dieser zusammen mit dem Bauingenieur John Dinkeloo ab 1966 betrieb. Zwischen 1951 und 1961 arbeitete Roche für Eero Saarinen in dessen Büro Eero Saarinen & Associates. Nach Saarinens Tod 1961 infolge eines Hirntumors führten Roche und Dinkeloo dessen Büro weiter, verlegten es von Birmingham in Michigan nach Hamden in Connecticut und benannten es schließlich 1966 in Kevin Roche John Dinkeloo and Associates um. Während dieser Übergangszeit zwischen 1961 und 1966 führten Roche und Dinkeloo die Arbeiten an einer Vielzahl der unvollendeten Werke Saarinens zu Ende. Darunter befinden sich einige der bekanntesten Bauwerke des gebürtigen Finnen, wie das TWA Flight Center, das Hauptterminal des Dulles International Airport oder der Gateway Arch in St. Louis. Im Jahr 1974 wurde Kevin Roche John Dinkeloo and Associates der Architecture Firm Award des AIA verliehen.
Einige Bauwerke von Kevin Roche John Dinkeloo and Associates sind:

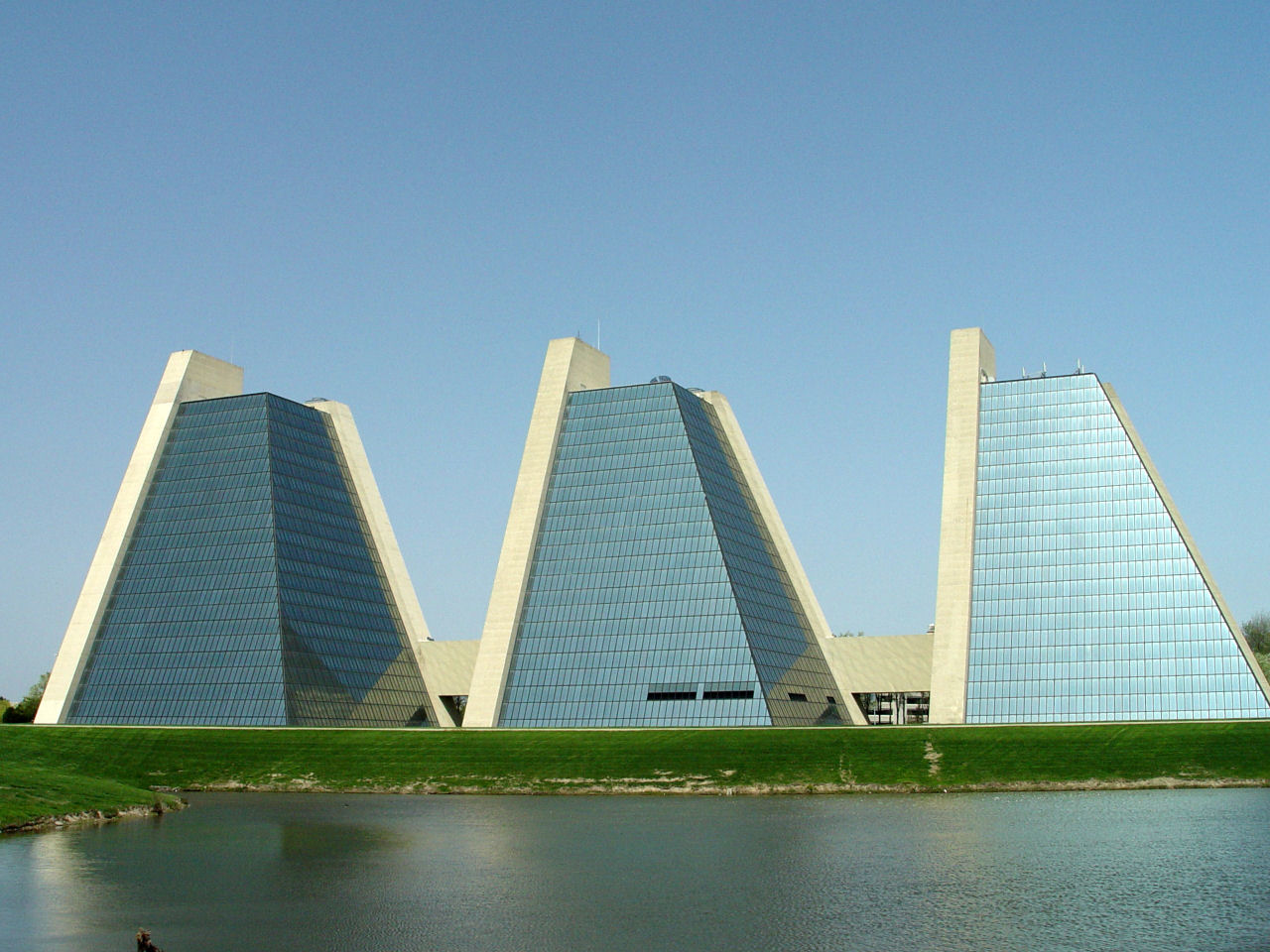
The Pyramids
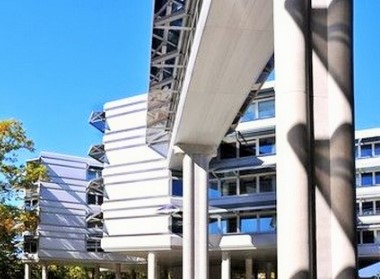
Union Carbide Corporate Center
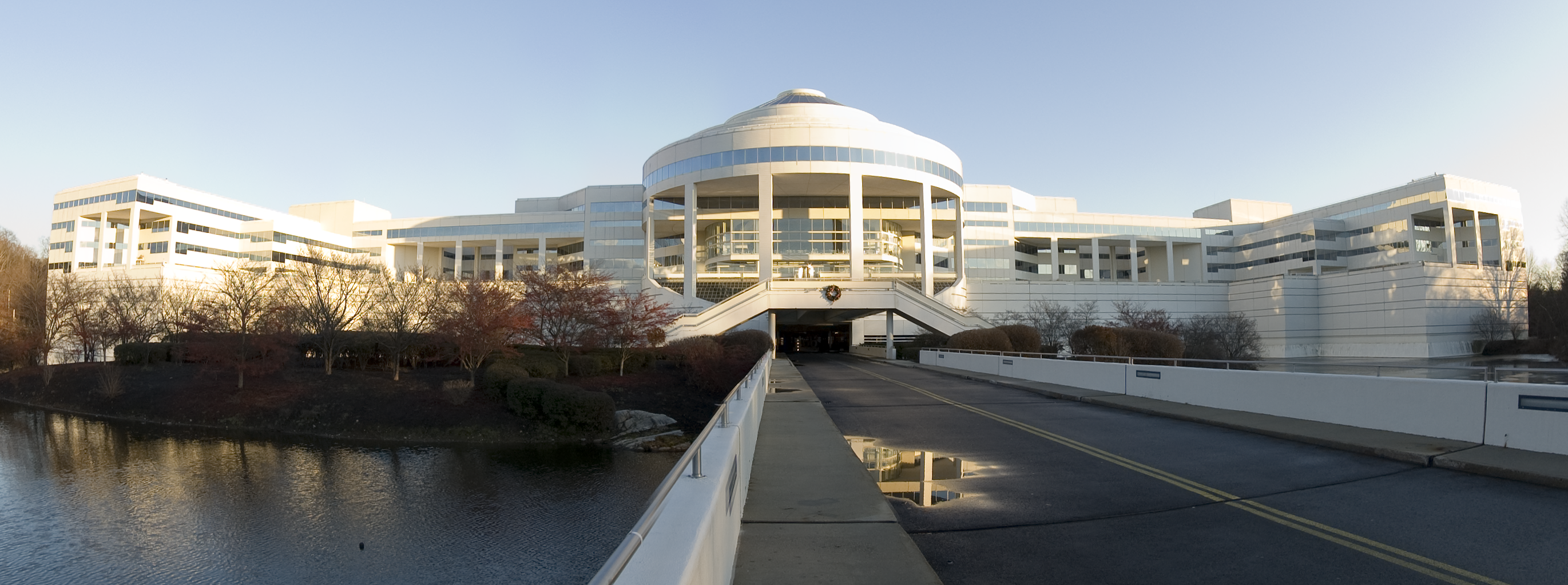
General Foods Corporate Headquarters
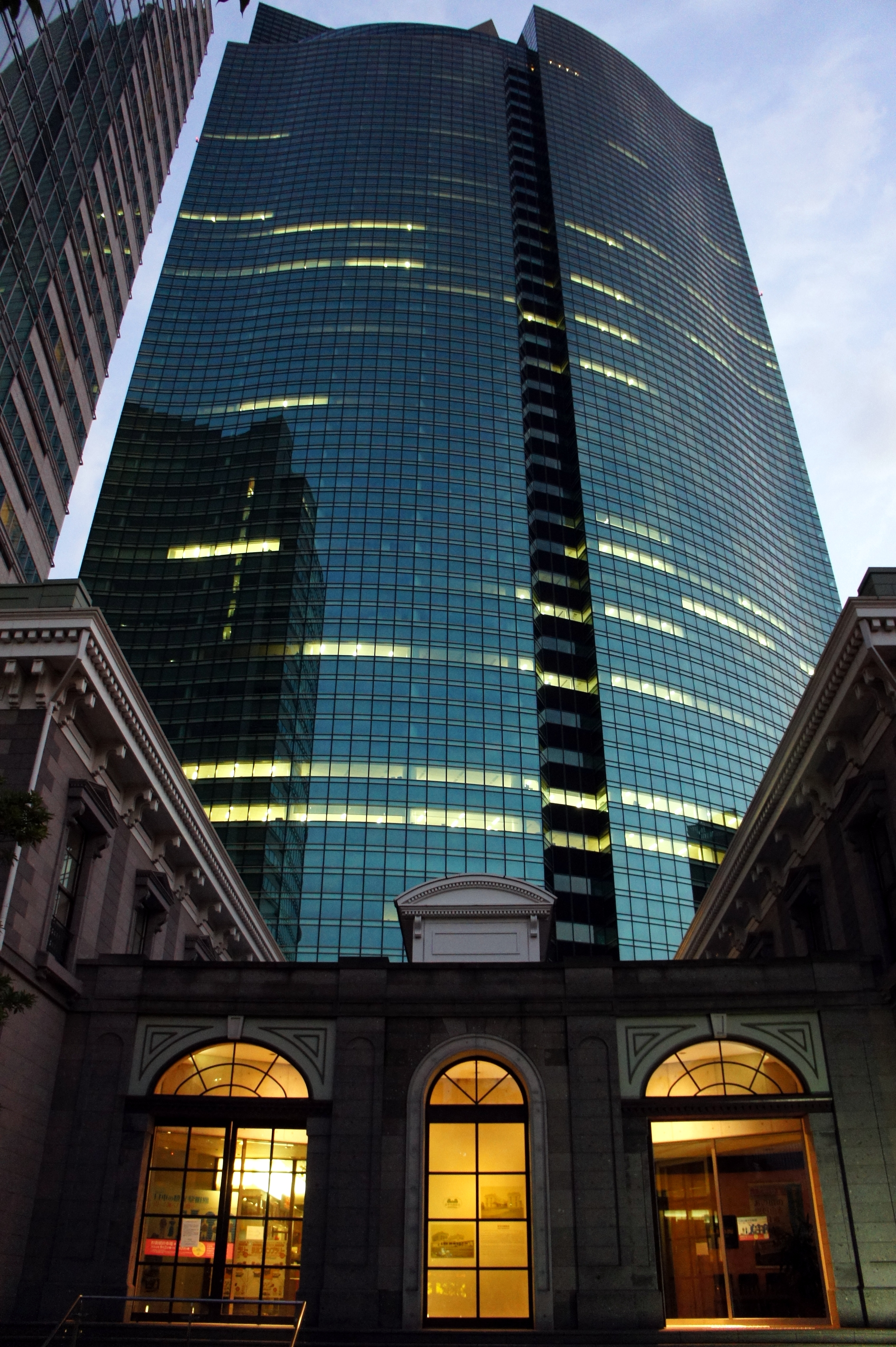
Shiodome City Center
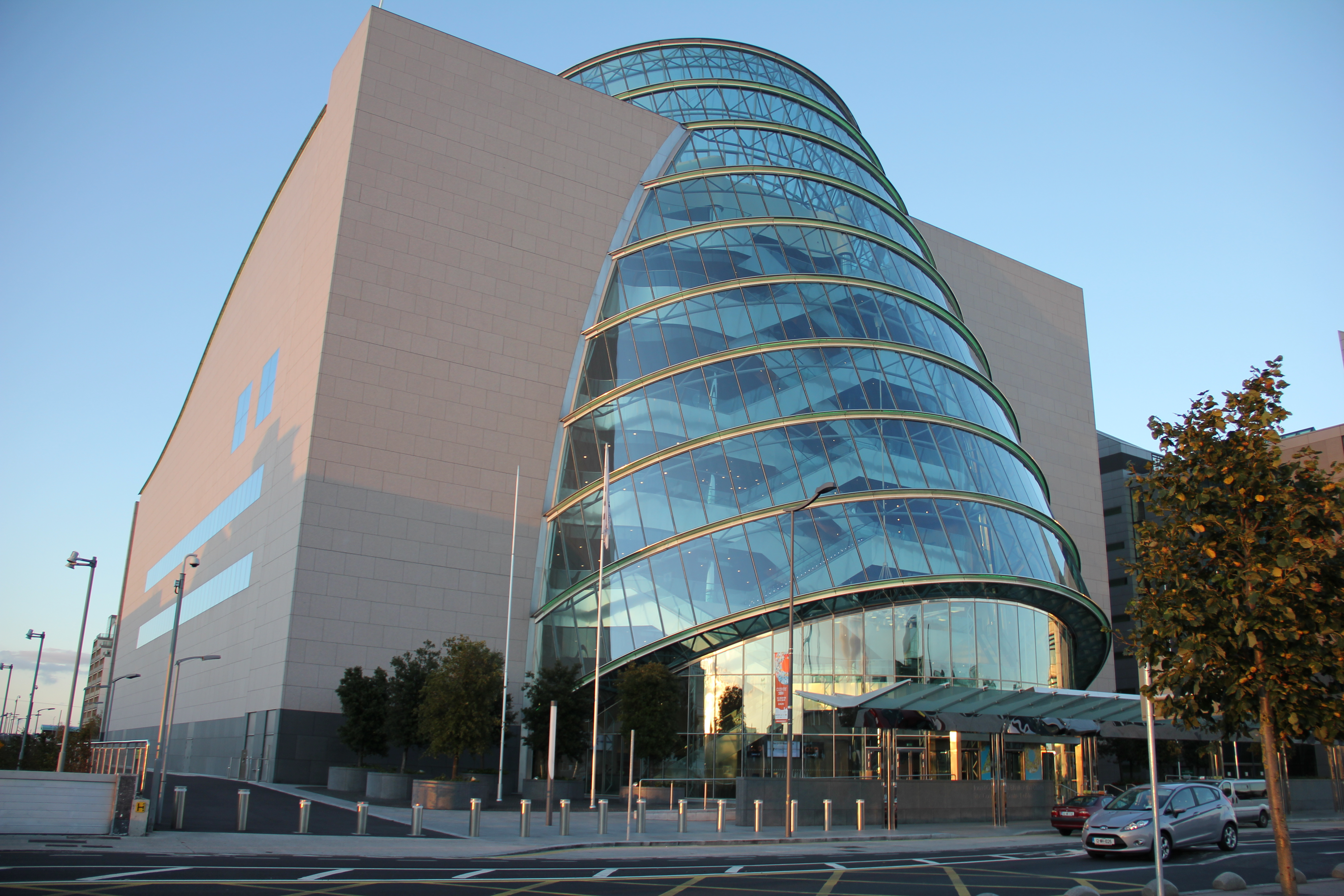
Convention Centre Dublin

Roche und Dinkeloo wurden insbesondere durch mehrere Unternehmenscampus für einige Großkonzerne bekannt. Neben den Hauptsitzen für Union Carbide und General Foods entwarf das gemeinsame Büro von Roche und Dinkeloo auch die Ciudad Grupo Santander für die Banco Santander, die Borland International Corporate Headquarters für Borland und das Merck Headquarters Building für Merck & Co. Für den Hauptsitz der Ford Foundation erhielt Roche-Dinkeloo 1995 den Twenty-five Year Award.